# Dolores Salomón
Dolores Salomón (Irapuato, Guanajuato, 22 de junio de 1953-Ciudad de México, 15 de septiembre de 2016), también conocida como la Bodoquito, fue una actriz mexicana de cine y televisión.

## Biografía
Comenzó su carrera artística a principios de los años 90 haciendo pequeñas participaciones en telenovelas como Alcanzar una estrella, Muchachitas y María Mercedes.
Después, realizó destacadas participaciones en telenovelas como Abrázame muy fuerte, Rubí, Palabra de mujer, Triunfo del amor, Corazón indomable entre otras.
Falleció el 15 de septiembre de 2016 a los 63 años producto de un paro cardiorrespiratorio.

## Telenovelas
- Amores con trampa (2015)[3]
- Hasta el fin del mundo (2014-2015) …. Obdulia
- Por siempre mi amor (2013-2014) …. Celeste
- Corazón indomable (2013) …. Tomasita
- Un refugio para el amor (2012) …. Lucha
- Triunfo del amor (2010-2011) …. Doña Bomba
- Zacatillo, un lugar en tu corazón (2010) …. Casandra Martínez[4]
- Mar de amor (2009-2010)
- Hasta que el dinero nos separe (2009)
- Palabra de mujer (2007-2008) …. Benita Valente
- La fea más bella (2006) …. Mercedes "Mechita" de López
- Pablo y Andrea (2005) …. Chana
- Contra viento y marea (2005)
- Rubí (2004) …. Mariquita
- Clase 406 (2002-2003) …. Bárbara de Lucena
- Aventuras en el tiempo (2001) …. Mercedes
- Abrázame muy fuerte (2000-2001) …. Alberta
- Mi destino eres tú (2000)
- Carita de ángel (2000)
- Amigos por siempre (2000) …. Sor Pilar
- Siempre te amaré (2000) …. Getulia Genara Jiménez Juárez
- DKDA (1999) …. Vecina
- El diario de Daniela (1998)
- Preciosa (1998) …. Finita
- Rencor apasionado (1998) …. Amparo
- Esmeralda (1997) …. Tula
- Los hijos de nadie (1997)
- Marisol (1996) …. Señora Gordoa
- La dueña (1995) …. Paquita
- Acapulco, cuerpo y alma (1995) …. Mariela
- Dos mujeres, un camino (1993-1994) …. Delmira
- María Mercedes (1992-1993) …. Ludovina
- Ángeles sin paraíso (1992)
- Muchachitas (1991) …. Concha "Conchita"
- Alcanzar una estrella (1990)

## Series de televisión
- Como dice el dicho (2013)
- La rosa de Guadalupe (2010) ... Guadalupe, Tomasa
- Adictos (2009)
- Incógnito (2005) ... Mamá de Anita
- Vida TV (2001-2004).
- La familia P. Luche (2003) ... Mujer en el sueño de Ludoviquito
- Mujer, casos de la vida real (1995-2005)
- Loca academia de modelos (1996) ... Churris
- Hasta que la muerte los separe (1994) ... Vecina

## Películas
- Señora maestra (2010)[5]
- Huevos revueltos (2009)[6]
- Un brillante propósito (2009) …. Novia de Bolas[7]
- La Diosa del Mar (2005) …. Marga[8]
- A medias tintas (1999) …. Jovita[9]
- Como agua pa' longaniza (1996) …. Gorda sexy[10]
- Sucedió en Garibaldi (1995) …. Señora Gorda[11]
- El taxista (1994) .... Mamá de Marcos[12]
- Mujeres de la calle (1994) .... Iris[13]